# Матковский, Дмитрий Леонтьевич
Дми́трий Лео́нтьевич Матко́вский (рум. Dumitru Matcovschi; 20 октября 1939, Вадул-Рашков — 26 июня 2013, Кишинёв) — советский и молдавский поэт, прозаик, драматург, публицист.

## Биография
Родился в крестьянской семье. Окончил историко-филологический факультет Кишинёвского государственного университета (1961). Работал в молдавских газетах «Молдова сочиалистэ» и «Култура» (замредактора, 1966—1970), затем в издательстве «Картя молдовеняскэ». В 1988—1997 годах — главный редактор журнала «Нистру».
Дебютировал в 1963 году с книгой «Маки в росе». В 1969 году вышел сборник стихов «Заклинания о белом и чёрном». Стихи Матковского на русский язык переводили Лев Беринский и Рудольф Ольшевский, прозу — Владимир Бжезовский. Некоторые стихи Д. Матковского были положены на музыку, в том числе вокально-симфоническая поэма «Путь славы» для смешанного хора, детского хора и симфонического оркестра (1984), оратория для солистов, смешанного хора и симфонического оркестра «Молдова» (1985), сюиты для смешанного хора а капелла «Родной язык» и «Небо Родины» (1985), 4 мадригала («Поклонение», «Пшеница», «По ту сторону», «Моя златовласая девочка») для мужского хора «а капелла» (2002) композитора Теодора Згуряну. Музыку к спектаклю по пьесе Думитру Матковского «Председатель» написал Евгений Дога.
Песни на стихи Д. Матковского исполняла София Ротару — «Приди» (муз. И. Алдя-Теодорович), «Мой милый Иванушка» (муз. П. Теодорович), «Я слышу голос твой» (муз. П. Теодорович), «Осенняя песня» (муз. И. Алдя-Теодорович), Надежда Чепрага — «Живу на земле» (муз. Я. Райбург) и «Такова жизнь» (муз. М. Тодерашку), Ион Суручану — «Белый цветок» (муз. И. Енаки), «Мария» (муз. И. Енаки), «Танго добрых надежд» (муз. И. Енаки) и другие, ВИА «Норок» — «Милый Петя» (муз. М. Долган) и «Молдавские девчата» (муз. М. Долган), Анастасия Лазарюк — «Жаворонок» (муз. П. Теодорович) и «Бесподобно» (муз. П. Теодорович).
Народный депутат СССР от Резинского национально-территориального избирательного округа № 277 Молдавской ССР, участник I—IV Съездов народных депутатов СССР (1989). Член Союза писателей СССР. Был одним из организаторов Народного фронта Молдавии (1988).
Умер 26 июня 2013 года от осложнений после операции на головном мозге.

## Награды
- Орден Республики (1996 год).
- Медаль «Михай Эминеску» (1992 год).
- Командор ордена Звезды Румынии (2000 год, Румыния)[5].
- Великий офицер ордена «За заслуги перед культурой»[рум.] в категории A «Литература» (2011 год, Румыния)[6].
- Народный писатель Молдавской ССР (1989 год).
- Национальная премия Республики Молдова (2011 год)[7].
- Государственная премия Молдавской ССР (1989 год).
- Почётный гражданин Кишинёва (2009 год)[8].

## Книги
- Матковский Д. Л. Мелодика (стихи). Перевод с молдавского языка Л. Н. Васильева. М.: Советский писатель, 1971[9]
- Матковский Д. Л. Осень белых голубей. Романы. Перевод с молдавского языка В. В. Бжезовского. М.: Советский писатель, 1981 и 1986[10]; 3-е издание — Кишинёв: Hyperion, 1991[11]
- Матковский Д. Л. Государство черешен (стихи и поэма). Перевод Р. А. Ольшевского. Кишинёв: Литература артистикэ, 1983
- Матковский Д. Л. Родной очаг. Роман. Перевод с молдавского языка В. В. Бжезовского. М.: Советский писатель, 1984[12]
- Матковский Д. Л. Пьеса для провинциального театра. Роман. Авториз. пер. с молд. В. Бжезовского. М.: Советский писатель, 1988[13]